# Sygnalizacja poza pasmem
Sygnalizacja poza pasmem – metoda sygnalizacji prądem przemiennym, jej cechą charakterystyczną jest to, iż do przesyłania informacji sygnalizującej używane jest pasmo częstotliwości różne od tego, w którym przesyłane są dane.
Największa zaletę tej metody jest to, iż informacje można przesyłać nawet w czasie przesyłania danych.